# آی‌سی ۵۳۵۱
آی‌سی ۵۳۵۱ یک کهکشان‌ است.